# مکس جورج
مکس جورج (انگلیسی: Max George؛ زادهٔ ۶ سپتامبر ۱۹۸۸) خواننده، ترانه‌سرا، بازیگر، بازیکن فوتبال، و بازیگر تلویزیون اهل بریتانیا است. وی از سال ۲۰۰۶ میلادی تاکنون مشغول فعالیت بوده‌است.